# Rydebäck
Rydebäck er en by i Skåne i Sverige. Byen ligger i Helsingborgs kommun og er beliggende syd for Helsingborg. Byen havde i 2010 5.141 indbyggere. 
55°58′N 12°46′Ø / 55.967°N 12.767°Ø